# Zenia insignis
Genre
Espèce
Classification phylogénétique
Statut de conservation UICN

 NT  : Quasi menacé
Zenia insignis est une espèce de plantes à fleurs dicotylédones de la famille des Fabaceae, sous-famille des Caesalpinioideae, originaire d'Asie de l'Est. C'est l'unique espèce acceptée du genre Zenia (genre monotypique).
C'est un arbre de 15 à 20 mètres de haut dont le tronc peut atteindre 100 cm de diamètre. L'espèce est inscrite dans la liste rouge de l'UICN (NT) depuis 1998.  